# Shengmi (köpinghuvudort i Kina, Jiangxi Sheng, lat 28,57, long 115,79)
Shengmi är en köpinghuvudort i Kina. Den ligger i provinsen Jiangxi, i den sydöstra delen av landet, omkring 15 kilometer sydväst om provinshuvudstaden Nanchang. Antalet invånare är 34 136. Befolkningen består av 15 880 kvinnor och 18 256 män. Barn under 15 år utgör 22,0 %, vuxna 15-64 år 71 %, och äldre över 65 år 5,0 %.
Runt Shengmi är det tätbefolkat, med 476 invånare per kvadratkilometer. Närmaste större samhälle är Nanchangshi, 14,3 km nordost om Shengmi. Trakten runt Shengmi består till största delen av jordbruksmark.
Genomsnittlig årsnederbörd är 2 096 millimeter. Den regnigaste månaden är juni, med i genomsnitt 340 mm nederbörd, och den torraste är oktober, med 36 mm nederbörd.